# غير خذوني (فلم)
غير خذوني هو عنوان فيلم وثائقي سينمائي، للمخرج القطري تامر السعيد، وإنتاج قناة الجزيرة سنة 2004. يقتبس الفيلم عنوانه من أغنية فرقة ناس الغيوان المغربية التي غنّت على لسان أحد المختطفين السياسيين في المغرب أغنية «غير خذوني» بين العنوانين الفيلم يجسد لحقبة إنسانية سوداء من تاريخ المغرب الحديث من سنوات السبعينات من القرن العشرين.

## أحداث الفيلم
يعيش المتلقي أطوار الفيلم مع خمسة أصدقاء مغاربة في معانات التعذيب والاعتقال، لتسافر الشاشة بالمشاهد نحو المعتقل الذي قضوا فيه تسع سنوات من عمرهم، ويعيدوا فتح بوابة السجان والذاكرة، والتنقيب عما ضاع من إنسانيتهم في سنوات الاعتقال الكاحلة.
خمسة طلاب مغاربة من الحركة اليسارية «إلى الأمام»، الذين تم اعتقالهم سنة 1976 على عين غفلة. والزج بهم في معتقل «قلعة مكونة» السيء السمعة، حيث ذاقوا ويلات التعذيب بشكل شديد، جردهم من آدميتهم إلى الحضيض، إلا أن واحداً منهم على الأقل عاش ليحكي ويروي قصة ما حدث.
كانت المشاهد مرعبة جدا، تبين عن مدى انحطاط المستوى الإنساني والحقوقي في سنوات الرصاص (المغرب)، ومدى قذارة وسائل التعذيب والتنكيل بآدمية المعارض. إنه مشهد من مشاهد الرعب الوثائقية. في محاولة لإعادة الاعتبار لضحايا حقوق الإنسان، ورسالة إلى المجتمع المدني والدولي، الذي كان شاهدا على كل تلك الفضاعات.. لقد خاض الكثيرون من الكتاب والمؤرخين والإعلاميين والصحفيين والسينمائيين في هذ الموضوع الإنساني، ولكن فيلم غير خذوني المؤثث بأنغام تراثية مغربية، لأغنية السبعينات تحت نفس العنوان «غير خذوني»، لالغيوانية، فمن الصعب أن تمرّ المشاهد، دون أن يشعر به قلب وعقل المتلقي، ودون أن يمسها بعمق، حيث يسمح لها في هذا الشريط الحي، أن تكون مجردة من كل شيء، إلا العامل الإنساني.
إنه شهادة ونموذج وثيقة عن حقبة ما نت تاريخ المغرب والمغرب العربي والعالم العربي ودول العالم المنحط من جنوب العالم الثالث ككل، تشهد على قذارة السياسة في الوطن العربي ودول العالم الثالث ككل، وشاهد على غض الطرف لإستعمال قضية إنسانية حقوقية من القوى الكبرى عند الحاجة إلى الضغوط، وتحقيق الامتيازات على معاناة الإنسان وأجساد تنتمي إلى صنف البشر فقط في العامل الجيني.

## الجوائز
حصل فيلم «غير خذوني» على جائزة أفضل فيلم تسجيلي طويل في «مهرجان الإسماعيلية الدولي» الثامن لعام 2005، كما حصل في المهرجان ذاته على جائزة «صلاح التهامي» التي أسندتها إليه لجنة تحكيم الأفلام التسجيلية العربية المنبثقة عن اتحاد السينمائيين التسجيليين في مصر.